# 1110 Jaroslawa
1110 Jaroslawa este un asteroid din centura principală, descoperit pe 10 august 1928, de Grigori Neuimin.